# Fleurus
Fleuruslà một đô thị ở tỉnh Hainaut. Tại thời điểm ngày 1 tháng 1 năm 2006 Fleurus có dân số 22,221 người. Tổng diện tích là 59,28 km² với mật độ dân số là 375 người trên mỗi km².  Mã bưu chính là 6220.
Fleurus có 7 làng:
- Brye (wa: Briye)
- Heppignies (wa: Epniye)
- Lambusart (wa: Lambussåt)
- Saint-Amand (wa: Sint-Amand)
- Wagnelée (wa: Wagnlêye)
- Wanfercée-Baulet (wa: Wanfercêye-Bålet)
- Wangenies (wa: Wanjniye)